# Albin de la Simone

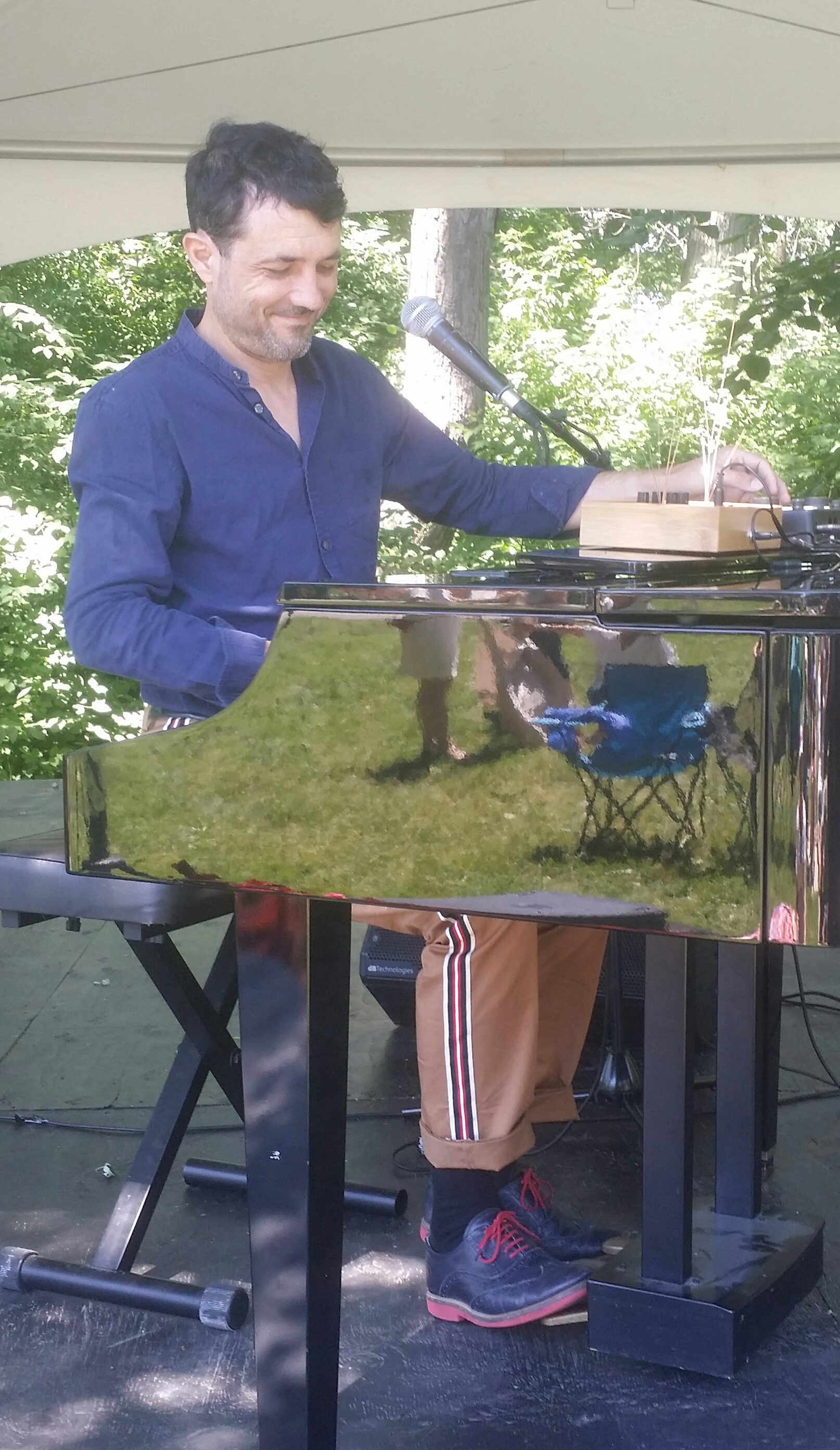
Albin de la Simone (2019)

Albin de la Simone (* 14. Dezember 1970 in Amiens, Picardie) ist ein französischer Chansonnier.

## Leben
Nach seinem Studium der Bildhauerei am Institut Saint Luc de Tournai begann er eine Karriere als Pianist, vor allem für Jazz. Dabei war er beeinflusst von seinem Vater, einem Klarinettisten, der sich auf New Orleans Jazz spezialisiert hatte. Außerdem war er selbst vormals Schüler des CIM gewesen, einer Schule für Jazz und zeitgenössische Musik, wo er im Orchester spielte und Arrangement lernte. Sein sehr eigener Stil manifestierte sich beispielsweise durch ein Instrument, das er „Helmut“ nannte. Er arbeitete als Pianist wie auch als Arrangeur mit zahlreichen Künstlern zusammen, zum Beispiel mit Mathieu Boogaerts, Arthur H, Raphaël, Jean-Louis Aubert, Salif Keïta, Alain Souchon, Alain Chamfort, Vanessa Paradis und Iggy Pop.
2000 begann er seine eigenen Chansons zu schreiben. 2003 gab er seine ersten Konzerte, bei denen er auch sang, in Japan, im Vorprogramm bei einer Tournée von Mathieu Boogaerts. Im September erschien sein erstes Album beim Label Virgin. Dabei sang er je ein Duett mit Feist und mit Alain Souchon.
2005 trat er im Vorprogramm von -M- auf und spielte Konzerte mit Pascal Colomb. Sein zweites Album Je Vais Changer erschien im Mai.
In den Jahren 2007 bis 2008 begleitete er Keren Ann auf einer kleinen Tournee Vanessa Paradis.
Sein drittes Album Bungalow ! erschien beim Label Cinq7/Wagram. Er begann eine Tournée in Begleitung einer Band.

## Diskografie
- Albin de la Simone (Maquette) (2001)
- Albin de la Simone(2003)
- Je vais changer (2005)
- Bungalow ! (2008)
- Bungalow Réédition double CD (2009)
- Un homme (2013)
- L’un de nous (2017)
- Happy End (2021)
- Les cent prochaines années (2023)
- Toi là-bas (2025)

Als Instrumentalist, Sänger oder Arrangeur:
- JP Nataf: Clair
- Vanessa Paradis: Best of
- Boris Vian: On est pas là pour se faire engueuler (album multi-artistes hommage)
- Stéphanie Lapointe: Donne-moi quelque chose qui ne finit pas (import Québec)
- Chat: Folie Douce
- The Rabeats: Live at the Bataclan
- Vincent Delerm: Quinze chansons
- Spleen: Comme un enfant
- Marianne Feder: Toi mon Indien
- Vanessa Paradis: Divinidylle tour DVD
- Vanessa Paradis: Divinidylle tour CD
- Maxime Le Forestier: Restons amants
- Arthur H: L'homme du monde
- Le tone: En inde
- Roots 67: DVD de l'émission d'Arte
- Vincent Delerm: Favourite songs
- Sandrine Kiberlain: Coupés net et bien carré
- Lilicub: Papa a fait mai 68
- The Wantones: I Want You
- Ben Ricour: Ton image
- Vanessa Paradis: Divinidylle
- Vincent Delerm: Les piqures d'araignée
- Keren Ann: Keren Ann
- SH747: Straight ahead
- Jeanne Cherhal: L'eau
- Pierre Guimard: De l'autre côté
- Thierry Stremler: Je suis votre homme
- Adrienne Pauly: Adrienne Pauly
- Arthur H: Showtime CD
- Arthur H: Showtime DVD
- Delaney Blue: Stranger in your heart
- JP Nataf: Le grand dîner
- Le Soldat Rose
- Mareva: Ukuyéyé
- Pascal Parisot: Clap! Clap!
- Bastien Lallemant: Les érotiques
- Da Silva: Décembre en été
- Jeanne Cherhal: Ma vie en l'air (BOF)
- JP Nataf: On dirait Nino (compilation hommage à Nino Ferrer)
- Mathieu Boogaerts: Michel
- Monsieur Clément: Monsieur Clément
- Raphaël: Caravane
- David Moreau: Une vie à t'attendre (BOF)
- Ignatus: Cœur De Bœuf Dans Un Corps De Nouille
- JP Nataf: Plus de sucre
- Myrtille: Murmures
- Pierre: Pareil jamais
- Alain Chamfort: Le Plaisir
- Arthur H: Négresse blanche
- DJ Shalom: DJ Shalom
- Franck Monnet: Au grand jour
- Jean-Louis Aubert: Comme on a dit
- Jean-Louis Aubert: Comme on a fait DVD
- Mathieu Boogaerts: 2002 en concert solo DVD
- Raphaël: La réalité
- Salvatore Adamo: Zanzibar
- Thierry Stremler: Merci pour l'enquête
- Alain Souchon: Collection
- Alain Souchon: J'veux du live CD
- Alain Souchon: J'veux du live DVD
- Angélique Kidjo: Black ivory soul
- Mathieu Boogaerts: 2000
- Susheela Raman: Single
- Ginger Ale: Laid Back Galerie
- Jean-Louis Aubert: Comme un accord
- Ignatus: Le physique
- Manu Lanvin: Venir au monde
- Ignatus: L'air est différent
- China: China

Tourneen:
- Clara Finster (1994–1998)
- Angélique Kidjo (1997)
- Arielle (1998)
- Nicolas Peyrac (1998)
- The Pure Sins (1999–2003)
- Nina Morato (1999)
- Salif Keïta (1999–2000)
- Jean-Louis Aubert (2001)
- Régis Ceccarelli (2001)
- Alain Souchon (2002)
- Jean-Louis Murat (2004)
- Arthur H (2006)
- Keren Ann (2007)
- Vanessa Paradis (2007–2008)
- Iggy Pop (2009)
- Vanessa Paradis La Cigale (2009)

Als Schauspieler:
- Le Soldat Rose CD-DVD (2006), Musical von Louis Chedid und Pierre-Dominique Burgaud: le Cousin Puzzle